# Сутам
Сута́м — река в Якутии (Россия), правый приток реки Гонам, принадлежит бассейну Алдана и Лены. Протекает по территории Нерюнгринского района.

## Общие сведения
Длина реки — 351 км, площадь водосборного бассейна — 14 300 км². Берёт начало со склонов Станового хребта слиянием двух истоков — Левого и Правого Сутама. По большей части имеет черты горной реки.
Питание дождевое и снеговое. Среднегодовой расход воды в значительной степени непостоянен и сильно зависит от количества осадков в пределах бассейна, по данным наблюдений с 1973 по 1990 год его объём в 193 км от устья составляет 55,75 м³/с. При сильных дождях в летний период уровень воды в реке может подниматься на несколько метров в течение нескольких часов.

## Данные водного реестра
По данным государственного водного реестра России и геоинформационной системы водохозяйственного районирования территории РФ, подготовленной Федеральным агентством водных ресурсов:
- Бассейновый округ — Ленский
- Речной бассейн реки — Лена
- Речной подбассейн реки — Алдан
- Водохозяйственный участок реки — Учур

## Основные притоки
(расстояние от устья)
- 62 км: река Нуям (пр)